# Luis Antonio Ferreyra
Luis Antonio Ferreyra (11 giugno 1919 – ...) è stato un calciatore argentino, di ruolo difensore.

## Caratteristiche tecniche
Difensore, il suo ruolo abituale era quello di centrale sinistro nel 2-3-5; affiancò sovente Ricardo Vaghi.

## Carriera

### Club
Formatosi calcisticamente nell'Excursionistas, si trasferì al River Plate nel 1940, debuttandovi nello stesso anno. Fu il titolare nel ruolo di difensore sinistro della Máquina al suo primo anno al club, vincendo il campionato del 1941. A fianco del centrale destro Vaghi formò una coppia difensiva affiatata e apprezzata, fino a quando non subì un infortunio che costrinse la dirigenza del club a cercare un sostituto: fu Eduardo Enrique Rodríguez, dell'Estudiantes di La Plata, a rimpiazzare Ferreyra. Con Rodríguez nel suo ruolo, Ferreyra trovò meno spazio, e tornò titolare nel 1947, vincendo il titolo nazionale. In seguito, seguì molti suoi connazionali in Colombia, attirato dai remunerativi compensi del cosiddetto El Dorado.

## Palmarès
- Campionato argentino: 4

River Plate: 1941, 1942, 1945, 1947